# Liste von Science-Fiction-Serien
Diese Liste bezieht sich auf Science-Fiction-Serien, dazu zählen genrespezifische Fernsehserien, Serials und Webserien, jedoch keine mehrteiligen Fernsehfilme.
Sollte es keinen deutschen Titel geben wird ersatzweise der englische Titel für die Spalte „Titel“ herangezogen, sollte es auch diesen nicht geben wird der Originaltitel herangezogen.
Die Listen der Jahrzehnte 1980er, 1990er, 2000er und 2010er wurden aufgrund ihres Umfangs in Teillisten ausgelagert.
| Titel                                                                | Originaltitel                                                        | Produktionsjahre | Anzahl der Episoden | Produktionsland                |
| 1930er                                                               | 1930er                                                               | 1930er           | 1930er              | 1930er                         |
| -------------------------------------------------------------------- | -------------------------------------------------------------------- | ---------------- | ------------------- | ------------------------------ |
| Buck Rogers                                                          | Buck Rogers                                                          | 1939             | 12                  | USA                            |
| The Fighting Devil Dogs                                              | The Fighting Devil Dogs                                              | 1938             | 12                  | USA                            |
| Flash Gordon                                                         | Flash Gordon                                                         | 1936–1940        | 28                  | USA                            |
| The Phantom Creeps                                                   | The Phantom Creeps                                                   | 1935             | 12                  | USA                            |
| Phantom-Reiter                                                       | The Phantom Empire                                                   | 1935             | 12                  | USA                            |
| S.O.S. Coast Guard                                                   | S.O.S. Coast Guard                                                   | 1937             | 12                  | USA                            |
| Undersea Kingdom                                                     | Undersea Kingdom                                                     | 1936             | 12                  | USA                            |
| 1940er                                                               |                                                                      |                  |                     |                                |
| Adventures of Captain Marvel                                         | Adventures of Captain Marvel                                         | 1941             | 12                  | USA                            |
| Brick Bradford                                                       | Brick Bradford                                                       | 1947             | 15                  | USA                            |
| Captain Video and His Video Rangers                                  | Captain Video and His Video Rangers                                  | 1949–1955        | ~1200               | USA                            |
| Der König der Raketenmänner                                          | King of the Rocket Men                                               | 1949             | 15                  | USA                            |
| Mysterious Doctor Satan                                              | Mysterious Doctor Satan                                              | 1940             | 15                  | USA                            |
| The Purple Monster Strikes                                           | The Purple Monster Strikes                                           | 1945             | 15                  | USA                            |
| Bruce Gentry – Daredevil of the Skies                                | Bruce Gentry – Daredevil of the Skies                                | 1949             | 15                  | USA                            |
| 1950er                                                               |                                                                      |                  |                     |                                |
| Atom Squad                                                           | Atom Squad                                                           | 1954–1954        | 25                  | USA                            |
| Buck Rogers                                                          | Buck Rogers                                                          | 1950–1951        | 36                  | USA                            |
| Captain Midnight, ab 1956 Jet Jackson, Flying Commando               | Captain Midnight                                                     | 1954–1956        | 39                  | USA                            |
| Captain Z-RO                                                         | Captain Z-Ro                                                         | 1951–1956        | 77                  | USA                            |
| Commando Cody: Sky Marshal of the Universe                           | Commando Cody: Sky Marshal of the Universe                           | 1953             | 12                  | USA                            |
| Flash Gordon                                                         | Flash Gordon                                                         | 1954–1955        | 39                  | USA / Deutschland              |
| Flying Disc Man from Mars                                            | Flying Disc Man from Mars                                            | 1950             | 12                  | USA                            |
| Johnny Jupiter                                                       | Johnny Jupiter                                                       | 1953–1954        | 62                  | USA                            |
| Menschen im Weltraum                                                 | Men into Space                                                       | 1959–1960        | 38                  | USA                            |
| Operation Neptune                                                    | Operation Neptune                                                    | 1953             | 8                   | USA                            |
| Out There                                                            | Out There                                                            | 1951–1952        | 12                  | USA                            |
| Radar Men from the Moon                                              | Radar Men from the Moon                                              | 1952             | 12                  | USA                            |
| Rocky Jones, Space Ranger                                            | Rocky Jones, Space Ranger                                            | 1954             | 39                  | USA                            |
| Rod Brown of the Rocket Rangers                                      | Rod Brown of the Rocket Rangers                                      | 1953–1954        | 59                  | USA                            |
| Science Fiction Theatre                                              | Science Fiction Theatre                                              | 1955–1957        | 78                  | USA                            |
| Space Patrol                                                         | Space Patrol                                                         | 1950–1955        | ~210                | USA                            |
| Superman – Retter in der Not                                         | Adventures of Superman                                               | 1952–1957        | 104                 | USA                            |
| Tales of Tomorrow                                                    | Tales of Tomorrow                                                    | 1951–1953        | 84                  | USA                            |
| Tom Corbett, Space Cadet                                             | Tom Corbett, Space Cadet                                             | 1950–1955        | ~58                 | USA                            |
| Torchy the Battery Boy                                               | Torchy the Battery Boy                                               | 1957–1959        | 52                  | Großbritannien                 |
| Unglaubliche Geschichten                                             | The Twilight Zone                                                    | 1959–1964        | 156                 | USA                            |
| Zombies of the Stratosphere                                          | Zombies of the Stratosphere                                          | 1952             | 12                  | USA                            |
| 1960er                                                               |                                                                      |                  |                     |                                |
| A for Andromeda                                                      | A for Andromeda                                                      | 1961             | 7                   | Großbritannien                 |
| Adam Adamant Lives!                                                  | Adam Adamant Lives!                                                  | 1966–1967        | 29                  | Großbritannien                 |
| The Andromeda Breakthrough                                           | The Andromeda Breakthrough                                           | 1962             | 6                   | Großbritannien                 |
| Aquaman – Herrscher über die sieben Weltmeere                        | The Aquaman Hour of Adventure                                        | 1967–1968        | 36                  | USA                            |
| Astro Boy                                                            | jap. 鉄腕アトム, Tetsuwan Atomu                                      | 1962–1963        | 193                 | Japan                          |
| The Big Pull                                                         | The Big Pull                                                         | 1962             | 6                   | Großbritannien                 |
| Birdman and the Galaxy Trio                                          | Birdman and the Galaxy Trio                                          | 1967–1969        | 20                  | USA                            |
| Der Bumerang                                                         | The Magic Boomerang                                                  | 1965–1966        | 39                  | Australien                     |
| Captain Scarlet und die Rache der Mysterons                          | Captain Scarlet and the Mysterons                                    | 1966–1967        | 32                  | Großbritannien                 |
| The Champions                                                        | The Champions                                                        | 1968–1969        | 30                  | Großbritannien                 |
| Cyborg 009                                                           | jap. サイボーグ009, saibōgu 009                                      | 1968             | 26                  | Japan                          |
| Fantastic Voyage                                                     | Fantastic Voyage                                                     | 1968–1970        | 17                  | USA                            |
| Die Fantastischen Vier                                               | The Fantastic Four                                                   | 1967–1968        | 20                  | USA                            |
| Ein Job für Superman                                                 | The New Adventures of Superman                                       | 1966–1970        | 68                  | USA                            |
| Joe 90                                                               | Joe 90                                                               | 1968–1969        | 30                  | Großbritannien                 |
| Doctor Who                                                           | Doctor Who                                                           | 1963–1989        | 702                 | Großbritannien                 |
| Fireball XL5                                                         | Fireball XL5                                                         | 1962–1963        | 39                  | Großbritannien                 |
| Heißer Draht ins Jenseits                                            | Üzenet a jövőből – A Mézga család különös kalandjai                  | 1968–1969        | 13                  | Ungarn                         |
| Immer wenn er Pillen nahm                                            | Mr. Terrific                                                         | 1966–1967        | 17                  | USA                            |
| Invasion von der Wega                                                | The Invaders                                                         | 1966–1969        | 43                  | USA                            |
| Kommando Stingray                                                    | Stingray                                                             | 1964–1965        | 39                  | Großbritannien                 |
| Mein Onkel vom Mars                                                  | My favorite Martian                                                  | 1963–1966        | 107                 | USA                            |
| Mit Schirm, Charme und Melone                                        | The Avengers                                                         | 1961–1969        | 161                 | Großbritannien                 |
| Nummer 6 – The Prisoner                                              | The Prisoner                                                         | 1967–1968        | 17                  | Großbritannien                 |
| Raumpatrouille – Die phantastischen Abenteuer des Raumschiffes Orion | Raumpatrouille – Die phantastischen Abenteuer des Raumschiffes Orion | 1966             | 7                   | Deutschland                    |
| Raumschiff Enterprise                                                | Star Trek                                                            | 1966–1969        | 79                  | USA                            |
| Die Seaview – In geheimer Mission                                    | Voyage to the bottom of the sea                                      | 1964–1968        | 110                 | USA                            |
| The Secret Service                                                   | The Secret Service                                                   | 1969             | 13                  | Großbritannien                 |
| Space Patrol                                                         | Space Patrol                                                         | 1961–1962        | 39                  | Großbritannien                 |
| Supercar                                                             | Supercar                                                             | 1961–1962        | 39                  | Großbritannien                 |
| Thunderbirds                                                         | Thunderbirds                                                         | 1965–1966        | 32                  | Großbritannien                 |
| Time Tunnel                                                          | The Time Tunnel                                                      | 1966–1967        | 30                  | USA                            |
| UFO                                                                  | UFO                                                                  | 1969–1970        | 26                  | Großbritannien                 |
| Ultraman                                                             | jap. ウルトラマン, Urutoraman                                        | 1966             | 39                  | Japan                          |
| The Outer Limits                                                     | The Outer Limits                                                     | 1963–1964        | 49                  | USA                            |
| Verschollen zwischen fremden Welten                                  | Lost in Space                                                        | 1965–1968        | 83                  | USA                            |
| Verrückter wilder Westen                                             | Wild Wild West                                                       | 1965–1969        | 104                 | USA                            |
| 1970er                                                               |                                                                      |                  |                     |                                |
| Die Abenteuer des fantastischen Weltraumpiraten Captain Harlock      | jap. 宇宙海賊キャプテンハーロック, Uchū Kaizoku Kyaputen Hārokku     | 1978–1979        | 42                  | Japan                          |
| Adolars phantastische Abenteuer                                      | A Mézga család különös kalandjai                                     | 1973             | 13                  | Ungarn                         |
| The Adventures of Don Quick                                          | The Adventures of Don Quick                                          | 1970             | 6                   | Großbritannien                 |
| Alpha Alpha                                                          | Alpha Alpha                                                          | 1971             | 13                  | Deutschland                    |
| Alpha Scorpio                                                        | Alpha Scorpio                                                        | 1974             | 6                   | Australien                     |
| Angriff der Dino Monster                                             | Kyôryû sensô Aizenbôgu                                               | 1977–1978        | 39                  | Japan                          |
| Ark II                                                               | Ark II                                                               | 1976             | 15                  | USA                            |
| Babel II                                                             | jap. バビル2世, Babiru Ni-Sei                                        | 1973             | 39                  | Japan                          |
| Blake’s 7                                                            | Blake’s 7                                                            | 1978–1981        | 52                  | Großbritannien                 |
| Das blaue Palais                                                     | Das blaue Palais                                                     | 1974–1976        | 5                   | Deutschland                    |
| Blindpassasjer                                                       | Blindpassasjer                                                       | 1978             | 3                   | Norwegen                       |
| Buck Rogers                                                          | Buck Rogers in the 25th Century                                      | 1979–1981        | 35                  | USA                            |
| Captain Future                                                       | jap. キャプテンフューチャー                                          | 1978–1979        | 52 + 1              | Japan                          |
| Doom Watch – Insel des Schreckens                                    | Doom Watch                                                           | 1970–1972        | 36                  | Großbritannien                 |
| Doraemon                                                             | jap. ドラえもん                                                      | 1973             | 52                  | Japan                          |
| Doraemon                                                             | jap. ドラえもん                                                      | 1979–2005        | 1787                | Japan                          |
| Die Enterprise                                                       | Star Trek: The Animated Series                                       | 1973–1974        | 22                  | USA                            |
| The Fantastic Four Das Superteam                                     | The New Fantastic Four                                               | 1978             | 13                  | USA / Japan                    |
| Flash Gordon                                                         | The New Adventures of Flash Gordon                                   | 1979–1981        | 32, 24              | USA                            |
| Future Boy Conan                                                     | jap. 未来少年コナン, Mirai Shōnen Conan                              | 1978             | 26                  | Japan                          |
| Galaxy Express 999                                                   | jap. 銀河鉄道999, Ginga Tetsudō Surī Nain                            | 1978–1981        | 113                 | Japan                          |
| Die geheimnisvolle Insel                                             | L'île mystérieuse                                                    | 1973             | 6                   | Spanien / Frankreich           |
| Geschichten aus der Zukunft                                          | Geschichten aus der Zukunft                                          | 1978–1980        | 7                   | Deutschland                    |
| Great Mazinger                                                       | jap. グレートマジ・ガー                                              | 1974–1975        | 56                  | Japan                          |
| Im Land der Saurier                                                  | Land of the Lost                                                     | 1974–1976        | 43                  | USA                            |
| Kampfstern Galactica                                                 | Battlestar Galactica                                                 | 1978–1980        | 34                  | USA                            |
| Die Mädchen aus dem Weltraum                                         | Star Maidens                                                         | 1976             | 13                  | Großbritannien / Deutschland   |
| Der Mann aus Atlantis                                                | Man from Atlantis                                                    | 1977–1978        | 20                  | USA                            |
| Mit Schirm, Charme und Melone                                        | The New Avengers                                                     | 1976–1977        | 21                  | Großbritannien                 |
| Mobile Suit Gundam                                                   | jap. 機動戦士ガンダム, Kidō Senshi Gandamu                           | 1979–1980        | 43                  | Japan                          |
| Mondbasis Alpha 1                                                    | Space: 1999                                                          | 1975–1977        | 48                  | Großbritannien / USA / Italien |
| Mork vom Ork                                                         | Mork and Mindy                                                       | 1978–1982        | 95                  | USA                            |
| Mein Onkel vom Mars                                                  | My Favorite Martians                                                 | 1973–1975        | 16                  | USA                            |
| Planet der Affen                                                     | Planet of the Apes                                                   | 1974             | 14                  | USA                            |
| Quark                                                                | Quark                                                                | 1977–1978        | 7                   | USA                            |
| Return to the Planet of the Apes                                     | Return to the Planet of the Apes                                     | 1975–1976        | 13                  | USA                            |
| Der Sechs-Millionen-Dollar-Mann                                      | The Six Million Dollar Man                                           | 1974–1978        | 108                 | USA                            |
| Die Sieben-Millionen-Dollar-Frau                                     | The Bionic Woman                                                     | 1976–1977        | 58                  | USA                            |
| Space Battleship Yamato                                              | Space Battleship Yamato                                              | 1974             | 77                  | Japan                          |
| Telerop 2009 – Es ist noch was zu retten                             | Telerop 2009 – Es ist noch was zu retten                             | 1974             | 13                  | Deutschland                    |
| The Undersea Adventures of Captain Nemo                              | The Undersea Adventures of Captain Nemo                              | 1974             | 78                  | USA                            |
| Der unglaubliche Hulk                                                | The Incredible Hulk                                                  | 1978–1982        | 82                  | USA                            |
| Der Unsichtbare                                                      | The invisible Man                                                    | 1975–1976        | 13                  | USA                            |
| Yogis galaktische Abenteuer                                          | Yogi's Space Race                                                    | 1978–1979        | 13                  | USA                            |
| 1980er                                                               |                                                                      |                  |                     |                                |
| Siehe Liste von Science-Fiction-Serien (1980er)                      |                                                                      |                  |                     |                                |
| 1990er                                                               |                                                                      |                  |                     |                                |
| Siehe Liste von Science-Fiction-Serien (1990er)                      |                                                                      |                  |                     |                                |
| 2000er                                                               |                                                                      |                  |                     |                                |
| Siehe Liste von Science-Fiction-Serien (2000er)                      |                                                                      |                  |                     |                                |
| 2010er                                                               |                                                                      |                  |                     |                                |
| Siehe Liste von Science-Fiction-Serien (2010er)                      |                                                                      |                  |                     |                                |
| 2020er                                                               |                                                                      |                  |                     |                                |
| Andor                                                                | Andor                                                                | 2022–            | 12                  | USA                            |
| Avenue 5                                                             | Avenue 5                                                             | 2020–            | 9+                  | USA                            |
| Away                                                                 | Away                                                                 | 2020             | 10                  | USA                            |
| Class of ’09                                                         | Class of ’09                                                         | 2023             | 8                   | USA                            |
| Cowboy Bebop                                                         | Cowboy Bebop                                                         | 2021             | 10                  | USA                            |
| Cyberpunk: Edgerunner                                                | jap. サイバーパンク エッジランナーズ                                 | 2022             | 10                  | Japan                          |
| Cyborgs Universe                                                     | Cyborgs Universe                                                     | 2020–            | 9+                  | USA                            |
| Das Buch von Boba Fett                                               | The Book of Boba Fett                                                | 2021–2022        | 7                   | USA                            |
| De utvalda                                                           | De utvalda                                                           | 2020–            | 6+                  | Schweden                       |
| Devs                                                                 | Devs                                                                 | 2020             | 8                   | USA                            |
| Dr. Brain                                                            | kor. Dr. 브레인, Dr. Beurein                                         | 2021–            | 6+                  | Südkorea                       |
| Endlings                                                             | Endlings                                                             | 2020–            | 12+                 | Kanada                         |
| Foundation                                                           | Foundation                                                           | 2021–            | 20+                 | USA                            |
| Grid                                                                 | kor. 그리드, Geu-ri-deu                                              | 2022             | 10                  | Südkorea                       |
| Halo                                                                 | Halo                                                                 | 2022             | 9                   | USA                            |
| ID:Invaded                                                           | jap. イド：インヴェイデッド, Ido:Inveideddo                          | 2020–            | 13+                 | USA                            |
| Infiltration                                                         | Infiltration                                                         | 2021–            | 20+                 | USA                            |
| Infinite Dendrogram                                                  | jap. インフィニット・デンドログラム, Infinitto Dendoroguramu         | 2020             | 13                  | Japan                          |
| Intergalactic                                                        | Intergalactic                                                        | 2021             | 8                   | Vereinigtes Königreich         |
| Into the Night                                                       | Into the Night                                                       | 2020–2021        | 12                  | Belgien                        |
| La Valla                                                             | La Valla                                                             | 2020–            | 13+                 | Spanien                        |
| Midwich Cuckoos                                                      | The Midwich Cuckoos                                                  | 2022             | 7                   | Vereinigtes Königreich         |
| Moonhaven                                                            | Moonhaven                                                            | 2022             | 6                   | USA                            |
| Motherland: Fort Salem                                               | Motherland: Fort Salem                                               | 2020–2022        | 30                  | USA                            |
| My Holo Love                                                         | kor. 나 홀로 그대, Na Hollo Geudae                                   | 2020             | 12                  | Südkorea                       |
| Night Sky                                                            | Night Sky                                                            | 2022             | 8                   | USA                            |
| Noughts + Crosses                                                    | Noughts + Crosses                                                    | 2020             | 6                   | Vereinigtes Königreich         |
| Obi-Wan Kenobi                                                       | Obi-Wan Kenobi                                                       | 2022             | 6                   | USA                            |
| October Faction                                                      | October Faction                                                      | 2020             | 10                  | USA                            |
| Omnipräsenz                                                          | Oniciente                                                            | 2020             | 6                   | Brasilien                      |
| Outer Range                                                          | Outer Range                                                          | 2022–2024        | 15                  | USA                            |
| Pantheon                                                             | Pantheon                                                             | 2022             | 8                   | USA                            |
| Paper Girls                                                          | Paper Girls                                                          | 2022             | 8                   | USA                            |
| Parallel Worlds                                                      | Parallèles                                                           | 2022             | 6                   | Frankreich                     |
| Quantum Leap – Zurück in die Vergangenheit                           | Quantum Leap                                                         | 2022–2024        | 31                  | USA                            |
| Raised by Wolves                                                     | Raised by Wolves                                                     | 2020–2021        | 18                  | USA                            |
| Resident Alien                                                       | Resident Alien                                                       | 2021–            | 34+                 | USA                            |
| Rugal                                                                | Rugal                                                                | 2020             | 16                  | Südkorea                       |
| Severance                                                            | Severance                                                            | 2022–            | 9+                  | USA                            |
| Sløborn                                                              | Sløborn                                                              | 2020–            | 14+                 | Deutschland / Dänemark         |
| Solar Opposites                                                      | Solar Opposites                                                      | 2020–            | 40+                 | USA                            |
| Spides                                                               | Spides                                                               | 2020             | 8                   | USA, Deutschland               |
| Star Trek: Lower Decks                                               | Star Trek: Lower Decks                                               | 2020–            | 40+                 | USA                            |
| Star Trek: Picard                                                    | Star Trek: Picard                                                    | 2020–2023        | 30                  | USA                            |
| Star Trek: Prodigy                                                   | Star Trek: Prodigy                                                   | 2021–2024        | 40                  | USA                            |
| Star Trek: Strange New Worlds                                        | Star Trek: Strange New Worlds                                        | 2022–            | 20+                 | USA                            |
| Star Wars: The Bad Batch                                             | Star Wars: The Bad Batch                                             | 2021–            | 32+                 | USA                            |
| Tales from the Loop                                                  | Tales from the Loop                                                  | 2020             | 8                   | USA                            |
| The Last Bus                                                         | The Last Bus                                                         | 2022             | 10                  | Vereinigtes Königreich         |
| The Silent Sea                                                       | kor. 고요의 바다, Goyo-ui Bada                                       | 2021             | 8                   | Südkorea                       |
| Unglaubliche Geschichten                                             | Amazing Stories                                                      | 2020–            | 5                   | USA                            |
| Upload                                                               | Upload                                                               | 2020–            | 21+                 | USA                            |
| Utopia Falls                                                         | Utopia Falls                                                         | 2020–            | 10+                 | Kanada                         |
| Vagrant Queen                                                        | Vagrant Queen                                                        | 2020             | 10                  | USA                            |
| Vindicators 2                                                        | Vindicators 2                                                        | 2022             | 10                  | USA                            |
| Yakamoz S-245                                                        | Yakamoz S-245                                                        | 2022             | 7                   | Türkei                         |